# Лаку-Резій
Лаку-Резій (рум. Lacu Rezii) — село у повіті Бреїла в Румунії. Адміністративно підпорядковане місту Инсурецей.
Село розташоване на відстані 134 км на північний схід від Бухареста, 46 км на південний захід від Бреїли, 111 км на північний захід від Констанци, 65 км на південний захід від Галаца.

## Населення
За даними перепису населення 2002 року у селі проживали 407 осіб, усі — румуни. Рідною мовою 406 осіб (99,8%) назвали румунську.